# Mexikanische Badmintonmeisterschaft 1979
Die Mexikanische Badmintonmeisterschaft 1979 fand in Mexiko-Stadt statt. Es war die 33. Auflage der nationalen Titelkämpfe von Mexiko im Badminton.	

## Sieger und Finalisten
| Disziplin    | Gold                                               | Silber                                 |
| ------------ | -------------------------------------------------- | -------------------------------------- |
| Herreneinzel | Roy Díaz González                                  | Roberto Arredondo                      |
| Dameneinzel  | María Esther Luna Felix                            | María de la Paz Luna Félix             |
| Herrendoppel | Ricardo Jaramillo Roberto Arredondo                | Jorge Palazuelos Fernando de la Torre  |
| Damendoppel  | María de la Paz Luna Félix María Esther Luna Felix | keine Daten                            |
| Mixed        | Roberto Arredondo María de la Paz Luna Félix       | Jorge Palazuelos María Antonieta Rivas |